# Chur 97
Chur 97 ist ein Schweizer Fussballverein aus Chur, der Hauptstadt Graubündens. Der Verein spielt aktuell in der 2. Liga interregional, der fünften Spielklasse der Schweiz.

## Geschichte
Chur 97 entstand 1997 aus einer Fusion der drei Vereine FC Chur, FC Neustadt und SC Grischuna. Die Mannschaft spielte in ihrer ersten Saison in der 2. Liga, der fünften Spielklasse, und stieg sogleich in die 3. Liga ab. Nur ein Jahr später erfolgte der direkte Wiederaufstieg in die 2. Liga. Durch zwei Aufstiege in Folge spielte der Verein ab 2001 erstmals in der 1. Liga. Dort schaffte man drei Jahre in Folge den Klassenerhalt, ehe der Verein nach der Saison 2004/05 wieder in die 2. Liga interregional absteigen musste. Ein Jahr später ging es wieder eine Stufe hinauf und der Wiederaufstieg in die 1. Liga wurde gefeiert, dem erneut eine Ernüchterung und der Fall in die Viertklassigkeit erfolgte. Danach ging es 2008/09 wieder in die 1. Liga, bevor nur ein Jahr später abermals der Fall in die 2. Liga interregional angetreten werden musste.
Der Verein schaffte mehrmals den Sprung in die Hauptrunde des Schweizer Cup. So stand man 2003/04 in der ersten Runde dem FC St. Gallen gegenüber, dem man mit 0:2 unterlag. 2009/10 verloren die Churer in der ersten Runde gegen den FC Töss, diesmal mit 0:3. In der Saison 2011/12 unterlag die Equipe dem damaligen Axpo-Super-League-Vertreter Neuchâtel Xamax mit dem Präsidenten Bulat Tschagajew trotz des Führungstreffers durch Roman Demarmels mit 1:2.
Einer der Vorgängervereine, der FC Chur, spielte von 1987 bis 1993 in der zweithöchsten Liga, der damaligen Nationalliga B.
In der Saison 2012/13 erreichte Chur 97 den Aufstieg in die 1. Liga Classic.

## Bekannte ehemalige Spieler
- Otto Pfister (1969–1972)
- Vladimir Petković (1987–1988, 1990–1993)
- Ladislav Jurkemik (1989–1992)
- Fabio D’Elia (2001–2003)
- Stéphane Nater (2002–2007)
- Ronny Büchel (2003–2004)
- Senad Lulić (2003–2006)
- Franz-Josef Vogt (2005–2006)

## Bekannte Trainer
- 1965–1968:  Alfred "Coppi" Beck
- 1985–1988:  Hans Krostina